# Kazuki Kushibiki
Kazuki Kushibiki (født 12. februar 1993) er en japansk fodboldspiller, som spiller for den japanske fodboldklub Nagoya Grampus.